# Угличский художественный музей
Угличский государственный историко-архитектурный и художественный музей — музей в Угличе (Ярославская область, Россия).
Экспозиция музея развёрнута в Угличском кремле: на двух этажах Палат угличских князей и в перестроенном помещении Богоявленского собора XIX века. Полностью отреставрированная церковь Димитрия на Крови также считается относящейся к музею. Кроме этого, музею принадлежит здание бывшей Городской думы, где располагается фондохранилище, и здание за пределами кремля, на центральной площади города, где развёрнута экспозиция современной православной живописи.

## История
Угличский музей был открыт 3 июня 1892 года в присутствии великого князя Сергея Александровича. После гибели великого князя Сергея музею оказывала поддержку его вдова Елизавета Фёдоровна, ныне канонизированная. Музей разместился в отреставрированных палатах удельных князей. Жители Углича пожертвовали несколько сотен предметов для музейной коллекции.
После революции 1917 года работники музея проделали большую работу, спасая ценности из разрушаемых усадеб и церквей. Ряд церквей были переданы напрямую в ведение музея, избежав благодаря этому угрозы сноса. В создании музея принимал участие работавший в том числе и в Угличе учёный-реставратор Пётр Барановский. Накануне войны музей размещался в палатах, церкви Димитрия на Крови и Спасо-Преображенском соборе.
В 1970 году на территории Алексевского монастыря в здании Алексеевской церкви (XVI век, перестроена в XIX веке) открылась картинная галерея. В 1997 году Алексеевский монастырь был возвращён Русской православной церкви.
В целом 2000-е годы ознаменовались конфликтом между Угличским музеем и Ярославской епархией, однако музею удалось сохранить за собой большую часть построек в кремле, в том числе, церковных.

## Коллекция
Одним из уникальных предметов экспозиции Угличского музея является знаменитый ссыльный колокол, находящийся в церкви царевича Димитрия на Крови, споры о подлинности которого ведутся уже несколько столетий.
Музей обладает богатой коллекцией провинциальных купеческих портретов XIX века, написанных в особой манере по заказам местного купечества. В собрании живописи XX века выделяются работы уроженца Углича, художника П. Д. Бучкина. Немалый интерес представляет коллекция икон и декоративно-прикладного искусства церковной направленности, включая изделия, пожертвованные русской знатью XVII века в храмы и монастыри города. Имеется также коллекция рукописных и старопечатных книг.

## Галерея

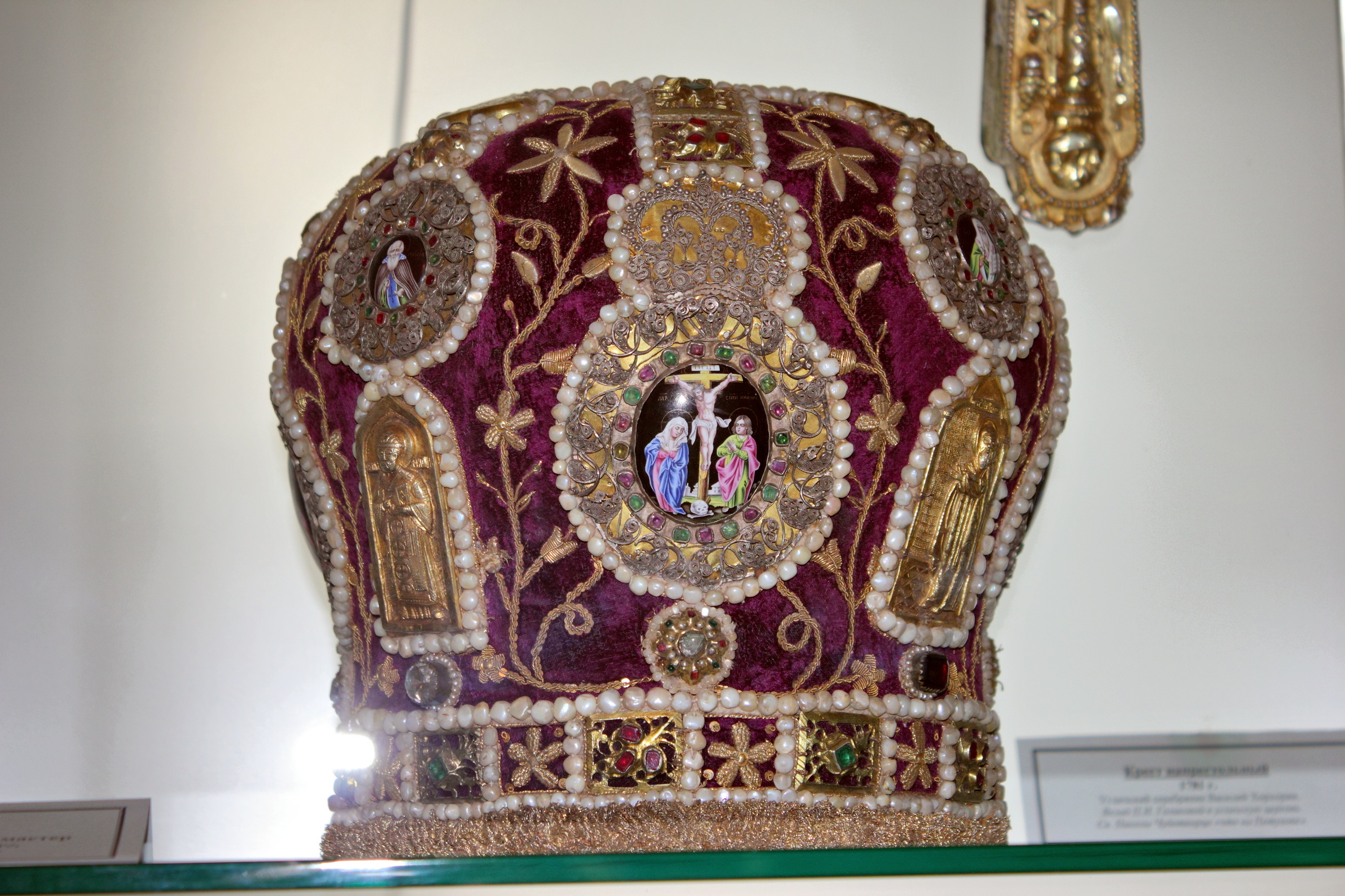
Митра епископа, XVIII век, неизвестный ростовский мастер.
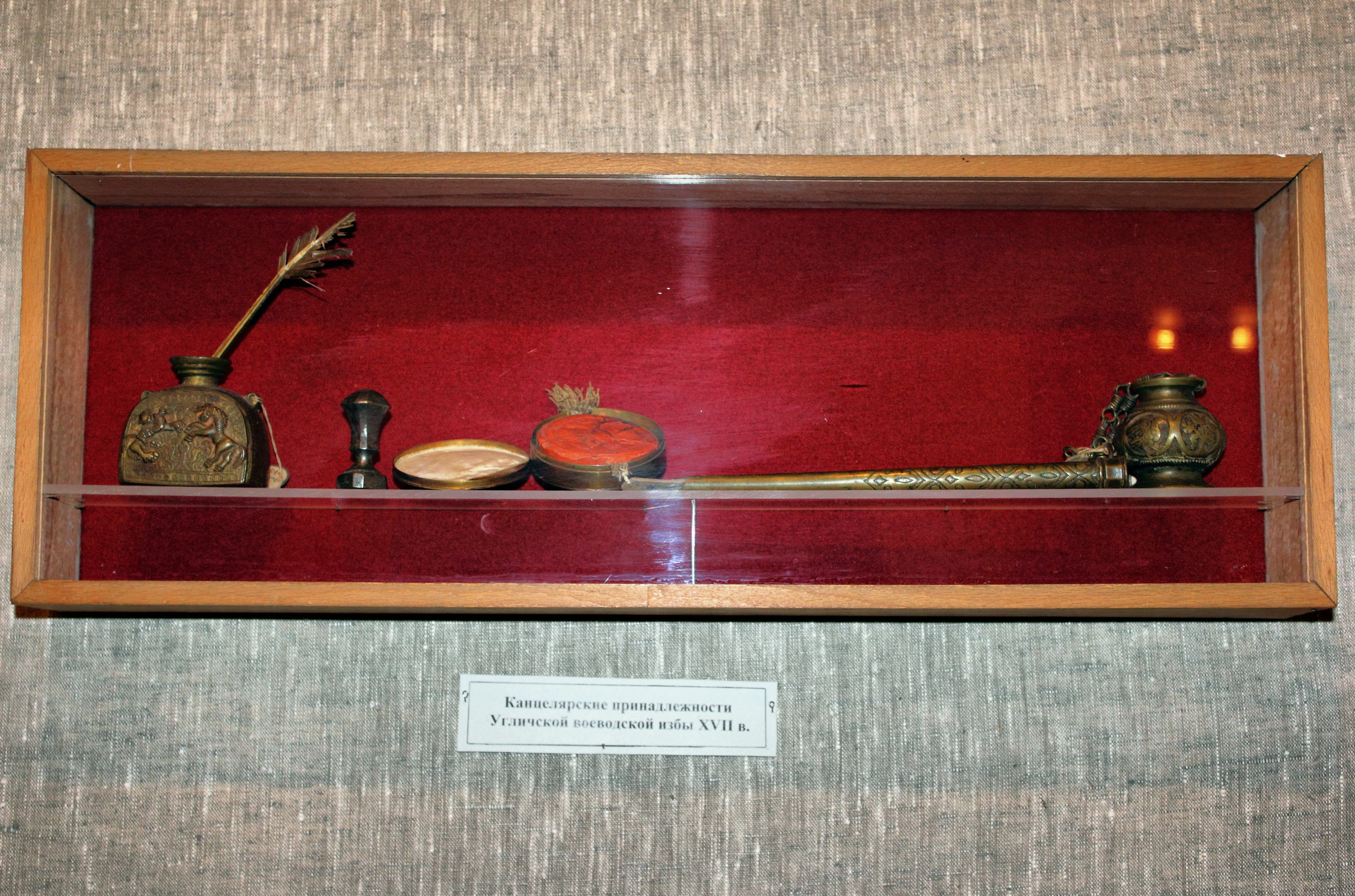
Витрина со старинными принадлежностями для письма в постоянной экспозиции музея.
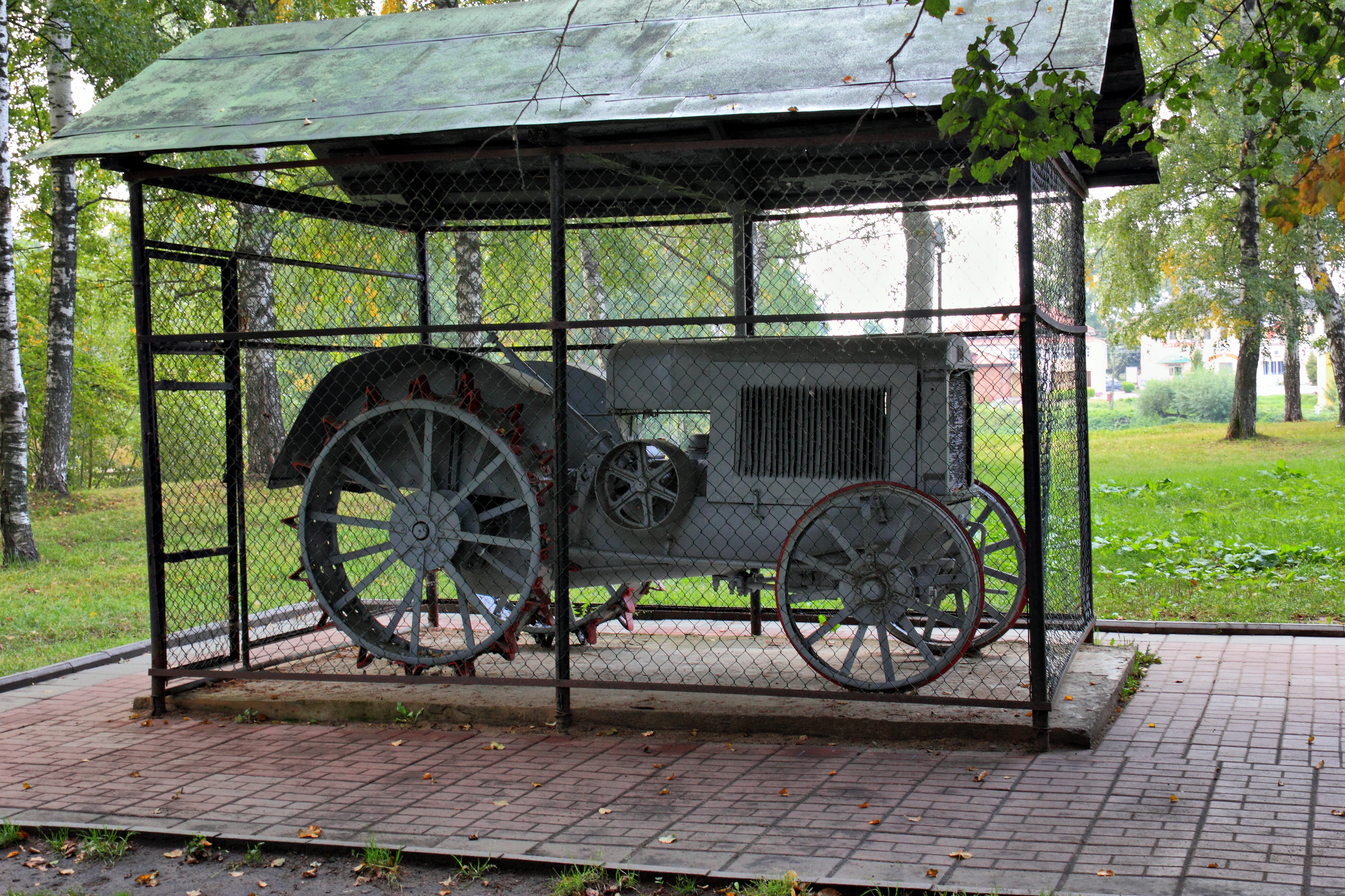
Один из первых советских тракторов, установленный на территории Угличского кремля, может рассматриваться, как экспонат под открытым небом.
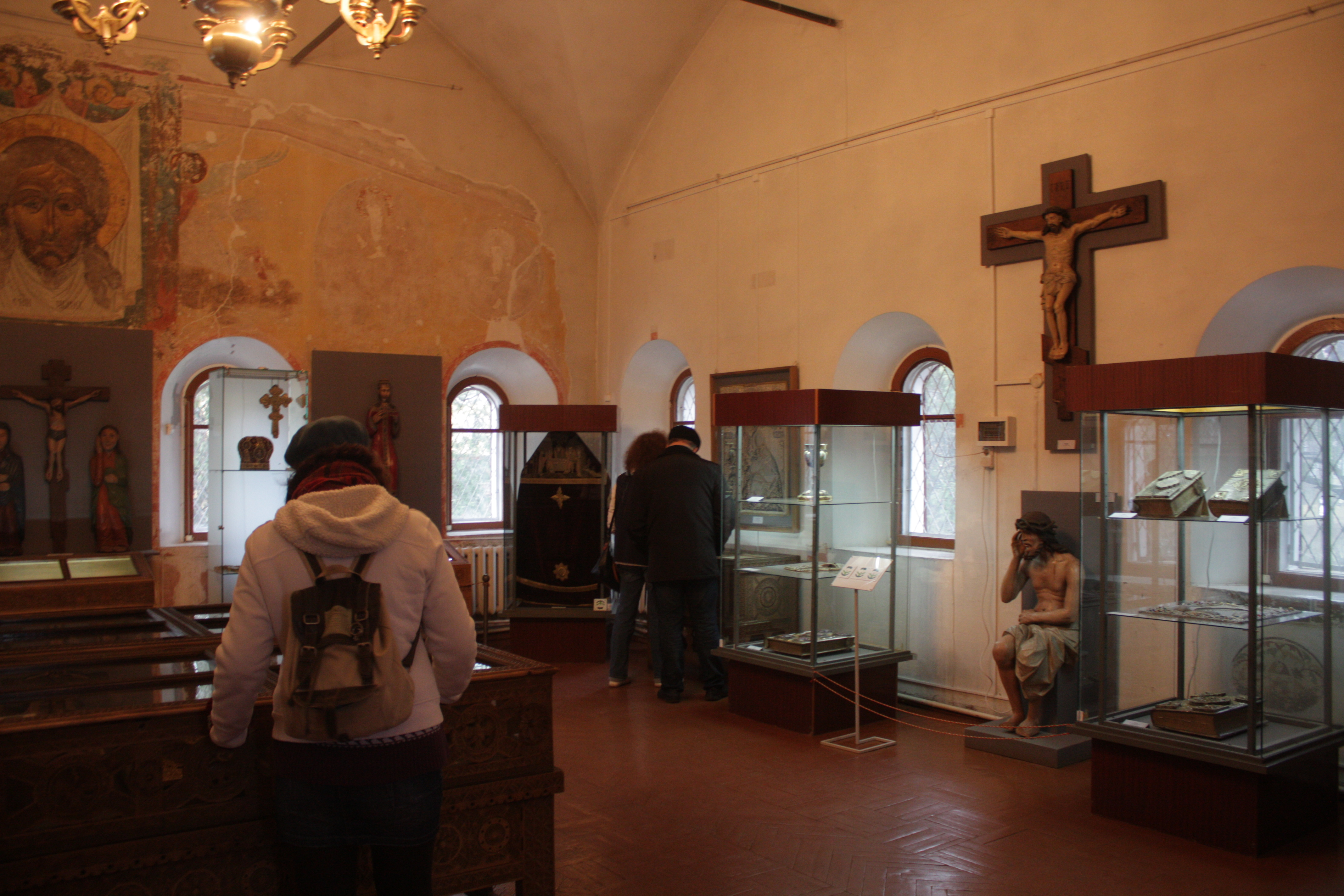
Зал музея на верхнем этаже палат. Видны фрагменты настенной росписи, редкие для православной традиции деревянные скульптуры «Распятие» и «Христос в темнице»,  предметы священнического облачения, книги в старинных окладах.